# مالیگاواتا
مالیگاواتا (به لاتین: Maligawatta) یک منطقهٔ مسکونی در سری‌لانکا است که در ناحیه کلمبو واقع شده‌است.